# CFR Turnu Severin
CFR Turnu Severin este un fost club de fotbal din Turnu Severin, România.

## Istoric
Clubul a luat ființă în 1928, la inițiativa muncitorilor feroviari din portul dunărean de la Porțile de Fier, fiind condusă de președintele I. Tipărescu. Clubul a participat la turneul internațional Cupa Prieteniei din 1930, în finala cu FK Hajduk Veljko Negotin (Serbia) a câștigat cu scorul de 3-1. 
Clubul a participat pentru prima dată la meciurile naționale în sezonul 1936-1937 în nou-înființată Divizia C, dar s-a retras din grupa de Vest în aprilie 1937. Deoarece Divizia C s-a desfășurat doar sporadic în anii 1930, calificarea necesară pentru Divizia B a fost obținută abia în 1939. 
Prima apariție în Diviziei B este înregistrată în 1939-1940, când ocupă locul 9 în seria a doua a Diviziei B. În sezonul 1940-1941 ocupă primul loc în divizia secundă, obținând promovarea în primul eșalon fotbalistic, dar campionatul se întrerupe din cauza celui de-al Doilea Război Mondial. Din lotul echipei făceau parte jucătorii: Robu, Negru, Ș. Ionescu, Pavel, Martin, Iașinschi, Dumitrescu, Pîrjol, Hațieganu, Mureșan, Ispas, Iliescu, Dobrescu, Szilard, Jumanca, Cozma Ludwing, Lupulescu, Felecan II, Biolan II și Nanu.
În perioada 1941-1945 participă în cadrul formulei restrânse a campionatului național, remarcându-se prin constanța unei comportări la nivelul protagonistelor întrecerii. În 1942 ajunge în finala Cupei Basarabiei (o întrecere fotbalistică neoficială, care substituia campionatul național), pe care o pierde în fața Rapidului din București (scor 2-1). În același timp, are o remarcabilă prestație în Cupa României, reușind să-și adjudece trofeul în 1943, după ce trece pe rând de: SSM Reșița (2-1), Universitatea Cluj-Sibiu (3-0),  Jiul Petroșani (2-1) și, în finală, Sportul Studențesc (4-0).

### Lotul sezonului 1942–1943
| Nr. |         | Poziție | Jucător           |
| --- | ------- | ------- | ----------------- |
| -   | România | P       | Dumitru Pavlovici |
| -   | România | F       | Ioan Oprean       |
| -   | România | F       | Vasile Felecan    |
| -   | România | F       | S. Mureșan        |
| -   | România | M       | Zoltan Beke       |
| -   | România | M       | M. Pârjol         |
| -   | România | M       | Felecan III       |

| Nr. |         | Poziție | Jucător           |
| --- | ------- | ------- | ----------------- |
| -   | România | M       | A. Vidan          |
| -   | România | M       | L. Oprean         |
| -   | România | M       | Silviu Bindea     |
| -   | România | A       | Teodor Felecan II |
| -   | România | A       | Iosif Cosma       |
| -   | România | A       | Nicolae Reuter    |
| -   | România | A       | Richard Ludwig    |

Tot în 1943, echipa severineană a  câștigat și Supercupa României, scor 9-1 cu campioana FC Craiova, pe același Stadion Carol  I (ulterior Stadionul ANEF)  din București.
După război reapare în Divizia B, ocupând locul 9 (1946-1947), locul 4 (1947-1948) și locul 11 (1948-1949), retrogradând în campionatul regional. Revine în Diviza B în 1952, purtând numele de Locomotiva, și ocupă în continuare următoarele locuri în clasament: 8 (1952), 5 (1953), 11 (1954), 4 (1955) și 13 (1956), după care retrogradează din nou în Divizia C. 
În campionatul 1957-1958 își reia numele tradițional de CFR și activează în Divizia C, ocupând locul 5 în seria a 2-a. Acesta a fost ultimul sezon din istoria clubului.
În toamna anului 2018 clubul este reînființat de către jurnalistul Mircea Oglindoiu (președintele clubului). Astfel clubul reapare în peisajul sportiv după 60 de ani de la dispariție, dar nu în iarbă, ci în sală (futsal). Oglindoiu depune eforturi pentru ca în viitorul apropiat să fie înființată și secția de fotbal, deocamdată inactivă.
Din iulie 2022, CFR'43 Turnu Severin va activa în campionatul județean de fotbal din Mehedinți, la U15  U13 și U11.
Din sezonul 2023-24, CFR T. Severin evoluează în liga a IV-a Mehedinți.

## Palmares Fotbal
- Cupa României:

- Câștigătoare (1): 1942-1943

- Liga a II-a:

- Câștigătoare (1): 1940–1941

## Antrenori
- Adrian Tufaru
- Johann Wetzer

## Palmares Futsal
- Cupa României U19 - locul 3, 2021-2022
- Campionatul Național U19 -  locul 4, 2021-2022